# The Vengeful One
«The Vengeful One» es una canción de la banda estadounidense de heavy metal Disturbed. Fue lanzado el 23 de junio de 2015 como el primer sencillo de su sexto álbum de estudio Immortalized (2015). Este fue la canción lanzada por la banda en 4 años, desde el lanzamiento de The Lost Children (2011).
La canción aparece como música de fondo en la apertura de Ferrall on the Bench, el programa de radio deportiva de Scott Ferrall en CBS.

## Video musical
El video musical animado, con mucho uso de rotoscopia, fue dirigido por Phil Mucci y lanzado en YouTube el 23 de junio. Presenta a la mascota de la banda, The Guy, como "El vengador" y "El mesías oscuro" embarcándose en una cruzada destructiva contra las representaciones hiperbólicas de la corrupción y la toxicidad cultural en los medios de comunicación modernos.

## Lista de canciones
| Sencillo CD |                                   |          |  |
| N.º         | Título                            | Duración |  |
| 1.          | «The Vengeful One»                | 4:11     |  |
| 2.          | «Immortalized»                    | 4:17     |  |
| 3.          | «The Vengeful One» (Instrumental) | 4:11     |  |
| 4.          | «Immortalized» (Instrumental)     | 4:17     |  |

| Descarga digital |                    |          |  |
| N.º              | Título             | Duración |  |
| 1.               | «The Vengeful One» | 4:11     |  |

## Posicionamiento en lista
| Lista (2015)                                  | Posición |
| --------------------------------------------- | -------- |
| Canadá (Canada Rock)                          | 35       |
| Estados Unidos (Hot Rock & Alternative Songs) | 17       |